# Championnats d'Europe de lutte 2007
Navigation
Édition précédente Édition suivante
Les Championnats d'Europe de lutte 2007 se sont tenus à Sofia, en Bulgarie, du 17 au 22 avril 2007.

## Podiums

### Hommes

#### Lutte gréco-romaine
| Épreuves | Or                  | Argent             | Bronze                                  |
| -------- | ------------------- | ------------------ | --------------------------------------- |
| 55 kg    | Rövşən Bayramov     | Zaur Kuramagomedov | Kristijan Fris Vyuhar Rahimov           |
| 60 kg    | Eusebiu Diaconu     | Stig Berge         | Jarkko Ala-Huikku Suren Hevorkyan       |
| 66 kg    | Nikolai Gergov      | Oleksandr Khvoshch | Markus Thätner Refik Ayvazoğlu          |
| 74 kg    | Manuchar Kvirkvelia | Reto Bücher        | Valdemaras Venckaitis Mihail Ivanchenko |
| 84 kg    | Aleksey Mishin      | Jan Fischer        | Andrea Minguzzi Mélonin Noumonvi        |
| 96 kg    | Ramaz Nozadze       | Jimmy Lidberg      | Balázs Kiss Vasiliy Teplukhov           |
| 120 kg   | Khasan Baroyev      | David Vala         | Jalmar Sjöberg Ismail Güzel             |

#### Lutte libre
| Épreuves | Or                        | Argent             | Bronze                                      |
| -------- | ------------------------- | ------------------ | ------------------------------------------- |
| 55 kg    | Besik Kudukhov            | Marcel Ewald       | Radoslav Velikov Sezar Akgül                |
| 60 kg    | Vasyl Fedoryshyn          | Anatoli Guidea     | Gergő Wöller Murad Ramazanov                |
| 66 kg    | Albert Batyrov            | Irbek Farniyev     | Serafim Barzakov Ramazan Şahin              |
| 74 kg    | Makhach Murtazaliev       | Gela Saghirashvili | Emzarios Bedinidis Çamsulvara Çamsulvarayev |
| 84 kg    | Georgiy Ketoyev           | Taras Danko        | Serhat Balcı Árpád Ritter                   |
| 96 kg    | Shirvani Muradov          | Ruslan Sheyhov     | Shamil Gitinov Giorgi Gogšelidze            |
| 120 kg   | Kuramagomed Kuramagomedov | Serhiy Pryadun     | Fatih Çakıroğlu Aleks Modebadze             |

### Femmes

#### Lutte libre
| Épreuves | Or                  | Argent               | Bronze                              |
| -------- | ------------------- | -------------------- | ----------------------------------- |
| 48 kg    | Lorissa Oorzhak     | Francine De Paola    | Sofia Mattsson Brigitte Wagner      |
| 51 kg    | Zamira Rahmanova    | Estera Dobre         | Emese Bárka Maria de Mar Serrano    |
| 55 kg    | Natalia Golz        | Natalia Synyshyn     | Anna Gomis Sofia Poumpouridou       |
| 59 kg    | Ida-Theres Karlsson | Marianna Sastin      | Anna Zwirydowska Galina Legenkina   |
| 63 kg    | Stephanie Stüber    | Alena Kartachova     | Monika Rogien Ganna Vasylenko       |
| 67 kg    | Anna Polovneva      | Kateryna Burmistrova | Maria Müller Irina Tsirkevitš       |
| 72 kg    | Stanka Zlateva      | Svitlana Sajenko     | Guzel Manyurova Agnieszka Wieszczek |